# Jenny Offill
Jenny Offill, född 1968 i Massachusetts, är en amerikansk författare. Hon har publicerat romaner som nominerats till flera priser, barnböcker och essäer. Hon är översatt till flera språk, och på svenska finns Avd. för grubblerier och Väder. 

## Biografi
Jenny Offill föddes 1968 i en lärarfamilj i Massachusetts. Föräldrarna undervisade i privatskolor vilket innebar att hon också fick sin skolgång i denna miljö. Under uppväxttiden flyttade familjen runt i flera delstater. Jenny Offill har studerat vid University of North Carolina.
Efter examen hade Offill diverse olika arbeten innan hon publicerade sin första roman. Hon undervisar i skrivande vid universitet i New York och North Carolina. Hon bor i New York med sin familj.

## Författarskap
Debutromanen Last Things (1999) väckte stor uppmärksamhet. Hon utnämndes bland annat till  "New York Times Notable book of the year" och "Village Voice Best Book of the year".
Jenny Offill skriver sina romaner med ett lättsamt, vardagligt tonfall. Med infall, associationer och anekdoter splittras texten i fragment som utgör separata poetiska eller prosastycken eller aforismer.
I Last Things skildras en udda och sönderfallande familj ur åttaåriga Graces perspektiv. Hennes far är vetenskapsman, modern ursprungligen ornitolog men med kosmiska intressen och en världsbild och handlingar som blir alltmer absurda. Grace undervisas i hemmet av modern och försöker orientera sig i blandningen av fakta och fantasier.
Avd. för grubblerier handlar om ett äktenskap, barnafödande, flytt till landet och otrohet. Berättarjaget är en författare som inte hunnit längre än till sin första roman; livet kom emellan. Stilen är densamma, med en fragmentiserad berättelse och närmast aforistisk. Berättandet har en autofiktionell prägel och sätter fokus på problemet att kombinera moderskap med skapande arbete, vilket har lett till att man jämfört författarskapet med Elena Ferrante, Sheila Heti, Ben Lerner and Rachel Cusk. Romanen nominerades till flera priser och innebar ett internationellt genombrott.
I Väder står den kvinnliga bibliotekarien Lizzie i fokus. Hon lever med sin man och en son men lägger mycket kraft på att ställa upp för sin missbrukande bror. En tidigare mentor och vän driver en podcast om klimatförändringarna, och behöver Lizzies hjälp för att svara på alla mejl från lyssnare. Hon lär sig alltmer om klimatkrisen och blir påverkad och fylld av oro. Fragmentiseringen av romantexten utgör här enligt författaren en spegling av vädret, med osäkerheten likt cirkulerande moln.
Förutom romanerna har Jenny Offill gett ut fyra barnböcker och är delförfattare till två essäsamlingar.

### Romaner
- Last Things, Farrar, Straus and Giroux 1999, ISBN 0-374-18405-4
- Dept. of Speculation, Vintage 2014, ISBN 978-0-345-80687-1
  - Avd. för grubblerier, översättare Alva Dahl, Natur & Kultur 2016, ISBN 9789127145733
- Weather, Granta 2020, ISBN 9781783784769
  - Väder, översättare Alva Dahl, Natur & Kultur 2021, ISBN 9789127166332

## Referenslista
1. ↑  ”Jenny Offill”. www.goodreads.com. https://www.goodreads.com/author/show/33794.Jenny_Offill. Läst 28 juni 2022.
2. 1 2  says, Connie Hess Canfield (15 januari 2020). ”Jenny Offill Exerts Herself” (på amerikansk engelska). The Millions. https://themillions.com/2020/01/jenny-offill.html. Läst 4 juli 2022.
3. 1 2 3 4  Hannah Rosefield (mars 2020). ”Interview with Jenny Offill”. The White Review (Theodora Danek).
4. ↑  ”Jenny Offill”. www.nok.se. https://www.nok.se/forfattare/o/jenny-offill/. Läst 28 juni 2022.
5. ↑  ”Jenny Offill | Greene & Heaton”. greeneheaton.co.uk. http://greeneheaton.co.uk/clients/jenny-offill/. Läst 29 juni 2022.
6. ↑  Martina Montelius (17 juni 2021). ”När bördan är tung”. GT (Klas Granström).
7. 1 2  Greta Thurfjell (11 juni 2021). ”Ofärdigt. Litteraturen reduceras till tråkig klimatkompensation”. Dagens Nyheter (Peter Wolodarski).
8. ↑  Nancy Willard (june 13, 1999). ”Oh Mom, Poor Mom”. The New York Times (Arthur Ochs Sulzberger, Jr.).
9. ↑  ”Last Things by Jenny Offill” (på engelska). LibraryThing.com. https://www.librarything.com/work/224438. Läst 29 juni 2022.
10. ↑  ”rev. of Last Things by Jenny Offill | Ploughshares”. www.pshares.org. https://www.pshares.org/issues/fall-1999/rev-last-things-jenny-offill. Läst 29 juni 2022.
11. ↑  Björn Gunnarsson (30 mars 2016). ”Jenny Offill bjuder på feelgood för bildade”. Hallandsposten (Ulf Niklasson).
12. ↑  Ingrid Bosseldal (6 april 2016). ”Jenny Offill skriver mättat med mening
Avd. för grubblerier”. Göteborgsposten (Christofer Ahlqvist).
13. ↑  Elin Swedenmark (5 sept 2016). ”Filosofisk blick på familjen”. Piteå-Tidningen (Mari Gustafsson).
14. ↑  ”Offill, Jenny - Alex Författarlexikon”. Alex. https://www.alex.se/lexicon/article/offill-jenny. Läst 4 juli 2022.
15. ↑  Alba Mogensen (5 juni 2021). ”"Klimatkrisen har förändrat mitt sätt att se på livet"”. Dagens Nyheter (Peter Wolodarski).
16. ↑  Dan Sjögren (14 juni 2021). ”Mycket förvirring och rädsla i USA”. Dala-Demokraten (Fredrika Hillervik).